# 丹尼索瓦人
丹尼索瓦人是一個已經滅絕、經由古人类化石的DNA所發現的人屬下的一個新物种，也有说法是智人下的一個新亞種。可能在更新世晚期生活于亚洲大陆。
丹尼索瓦人依靠双腿行走，但身体构造与同属人属的智人和尼安德特人有所不同，与尼安德特人是姐妹群关系（由同一祖先衍生的两个分支）。巴布亚新几内亚的现代美拉尼西亚人中有約5%基因与丹尼索瓦人相同，可能是美拉尼西亚人的祖先在亚洲东南部与丹尼索瓦人相遇并混血，然后美拉尼西亚人的祖先来到巴布亚新几内亚。
另外，发表在《自然》期刊上的一项研究发现，藏人和夏尔巴人的高海拔基因源自丹尼索瓦人。一个国际团队测序了40名藏人和40名汉人的EPAS1基因，藏人和汉人的祖先在大约2,750年到5,500年前分支。他们发现，EPAS1的獨特片段在其他人类身上无法找到。他们随后比较了已灭绝人类近亲尼安德特人和丹尼索瓦人的DNA序列，确认基因是源自丹尼索瓦人。
1980年代青藏高原的甘肃省甘南藏族自治州夏河县出土了古人类下颌骨化石，2019年5月被确认为距今16万年的青藏高原丹尼索瓦人 。
2025年6月，付巧妹等人发表研究成果表明，2018年季强教授发现的龙人化石提取的线粒体DNA和内源性蛋白质与丹尼索瓦人一致。从龙人头骨化石中提取的DNA包含有27个只有丹尼索瓦人才有的基因。 2017年8月，季强逛广西桂林的奇石市场，遇到一位在市场上出售松花石、玛瑙等标本的人，了解到他家有个珍藏了几十年的人头盖骨化石。 2018年化石被捐赠给河北地质大学供学者研究，研究人员通过X射线荧光分析、稀土元素分析、锶同位素分析、铀系法测年等方法研究得出，该人种可能生活在大于14.6万年前，小于30.9万年前的“中更新世”晚期。一队来自中国、澳大利亚和英国的学者， 通过研究这块哈尔滨古人类头骨化石，2021年6月25日在《创新》杂志以封面文章形式发表了其研究成果，认定发现了“龙人”。。

## 化石
2008年，俄羅斯科學院的考古學家在西伯利亚南部阿尔泰山丹尼索瓦洞的古遗址中发现丹尼索瓦人的化石。化石包括一块指骨和一颗牙齿，以及一些饰物。該化石为一名5到7岁的幼年女性，被称为丹尼索瓦3號，又名“X女”（Woman X）。2010年根据其指骨中提取的线粒体 DNA (mtDNA)，通过DNA測序，丹尼索瓦人做了首次鉴定。2015年11月，科學期刊PNAS發佈了丹尼索瓦4號臼齒的DNA分析報告。
到目前為止，在丹尼索瓦洞內所發現的化石，可以透過DNA辨認出3個丹尼索瓦人，分別命名為：丹尼索瓦3號（Denisova 3），丹尼索瓦4號（Denisova 4）以及丹尼索瓦8號（Denisova 8）。丹尼索瓦3號是位年輕女孩，丹尼索瓦4號及8號都是成年男性。
在DNA定序的過程中，丹尼索瓦4號和8號都得到低覆蓋率的基因體，而丹尼索瓦3號則產出了高覆蓋率的基因體。
| 名稱                           | 化石部位                                         | 定年                | 發現年份 | 發現位置         | 化石圖片 |  |
| ------------------------------ | ------------------------------------------------ | ------------------- | -------- | ---------------- | -------- |  |
| 澎湖1號                        | 下顎骨                                           | 1-7萬年或13-19萬年  | 2008     | 澎湖水道(台灣)   |          |  |
| 丹尼索瓦3號 又名X女（X Woman） | 遠端指骨                                         | 3-5萬年             | 2008     | 丹尼索瓦洞       |          |  |
| 丹尼索瓦4號                    | 臼齒                                             | 3-5萬年             | 2000     | 丹尼索瓦洞       |          |  |
| 丹尼索瓦8號                    | 臼齒                                             | 13.64萬-10.56萬年間 | 2010     | 丹尼索瓦洞       |          |  |
| 丹尼索瓦2號                    | 下第二乳臼齒                                     | 19.44–12.27萬年     | 1984     | 丹尼索瓦洞       |          |  |
| 丹尼索瓦11號                   | 丹尼索瓦人與尼安德塔人的混血兒手臂或腿部骨骼碎片 | 9萬年               | 2016     | 丹尼索瓦洞       |          |  |
| TNH2-1                         | 3.5至8.5歲女性的左下第一或第二恆臼齒             | 16.4萬至13.1萬年間  | 2018     | 眼鏡蛇洞（寮國） |          |  |
| 龙人                           | 头盖骨                                           | 14.6～30.9万年前    | 2018     | 哈尔滨           |          |  |
| 夏河下頜骨                     | 下頜骨                                           | 16萬年              | 2019     | 白石崖溶洞       |          |  |
| 夏河2号                        | 肋骨                                             | 3.2-4.8萬年         | 2024     | 白石崖溶洞       |          |  |

## 分類
學界對於丹尼索瓦人該分類為人屬下的一個新物种還是智人下的一個亞種尚無共識。現有H. sapiens altaiensis (Derevianko, 2011)、H. denisoviensis (Picq, 2011)、H. denisovan (Gabriel & Mihaela, 2011)、與H. denisova (Gunbin, 2012)等稱呼。
2021年6月，季强等人发表研究成果，提出龙人可能是丹尼索瓦人。2025年6月，付巧妹等人发表研究成果表明龙人的线粒体DNA和内源性蛋白质与丹尼索瓦人一致。

### 另見
- 人類演化歷程
- 馬鹿洞人
- 呂宋人
- 龍人
- 納萊迪人
- 佛羅勒斯人
- 尼安德特人